# نينو لومباردو
نينو لومباردو (بالإيطالية: Nino Lombardo)‏ هو محامي وسياسي إيطالي، ولد في 14 يوليو 1927 في باترنو في إيطاليا، وتوفي في 7 أكتوبر 2018 في قطانية في إيطاليا. حزبياً، نشط في الحزب الديمقراطي المسيحي الإيطالي. وقد انتخب عضو مجلس النواب في الجمهورية الإيطالية.